# Livraria Martins Editora
A Livraria Martins Editora foi uma editora brasileira fundada em 1937 por José de Barros Martins.

## Histórico

José de Barros Martins, Guilherme de Almeida, Carlos Ribeiro, Manuel Bandeira e Carlos Drummond de Andrade, em 1959.

José de Barros Martins era escriturário em uma agência do Banco do Brasil, em São Paulo, quando , em 5 de abril de 1937, resolveu abandonar o emprego para abrir uma livraria numa pequena sala do primeiro andar de um edifício na Rua da Quitanda, em São Paulo.
Martins especializou-se em livros importados, mas com o início da Segunda Guerra Mundial, já não poderia sobreviver com os importados, e organizou seu próprio departamento editorial, sob a direção de Edgard Cavalheiro. O 1º título de Martins, no início de 1940, foi Direito Social Brasileiro, de Antonio Ferreira Cesarino Júnior.
Martins publicou a Biblioteca Histórica Brasileira, sob a supervisão de Rubens Borba de Moraes, que posteriormente dirigiu a Biblioteca Nacional do Rio de Janeiro, e depois a Biblioteca das Nações Unidas.
Durante o primeiro ano de José Martins como editor, foram publicadas a obra de Manuel Antônio de Almeida, Memórias de um Sargento de Milícias, e Iracema, de José de Alencar, esta com 12 ilustrações de Anita Malfatti, ambos fazendo parte da coleção Biblioteca de Literatura Brasileira. Havia também a coleção Biblioteca do Pensamento Vivo, com antologias críticas de autores como Rousseau, Montaigne, Voltaire, Emerson, entre outros. Em 1943, a Martins iniciou-se a Coleção Mosaico, composta de obras contemporâneas brasileiras.
Durante a era Vargas, houve alguns conflitos com o governo. Quando resolveu publicar o ABC de Castro Alves, um trabalho de crítica literária de Jorge Amado, na ocasião um autor proscrito, houve problemas com a censura, mas a obra acabou sendo publicada.
Durante 32 anos a editora teve a exclusividade das obras de Jorge Amado, com exceção de apenas 3 títulos: O Mundo da Paz, de 1951, Cavaleiro da Esperança, ambos publicados pela Editora Vitória, e A Morte e a Morte de Quincas Berro d'Água, de 1962, pela Sociedade dos Cem Bibliófilos do Brasil.Entre outros autores, publicou ou dois primeiros livros da poeta Betty Vidigal, Eu e a Vela (1966) e Tempo de Mensagem (1968).
Martins promoveu, voluntariamente, a liquidação de sua companhia em 1974, mas procurou manter-se no ramo, negociando os mais valiosos contratos de publicação com a Editora Record.
Nos anos 2000, em homenagem à Livraria Martins Editora de José de Barros Martins, Evandro Martins Fontes fundou a editora Martins Fontes - selo Martins.

## Coleções
- Biblioteca de Ciências Sociais
- Biblioteca de Literatura Brasileira
- Biblioteca do Pensamento Vivo
- Biblioteca Histórica Brasileira
- Coleção Mosaico
- Escritores Norte-americanos [4]

## Biblioteca Histórica Brasileira[5]
Os nomes dos autores foram deixados como encontrados nas obras. São 19 títulos e 23 volumes, por alguns terem dois tomos.
- 1 - Viagem pitoresca através do Brasil, João Maurício Rugendas
- 2 - Viagem à provincia de São Paulo e resumo das viagens ao Brasil, provincia Cisplatina e missões do Paraguai, Auguste de Saint-Hilaire
- 3 - Reminiscências de viagens e permanência no Brasil - compreendendo notícias históricas e geográficas do império e de diversas províncias (Rio de Janeiro e província de São Paulo), Daniel P. Kidder(*)
- 4 - Viagem pitoresca e histórica ao Brasil, Tomos 1 e 2, Jean Baptiste Debret
- 5 - Memórias de um colono no Brasil (1850), Thomas Davatz
- 6 - Brasil pitoresco, Tomos 1 e 2, Charles Ribeyrolles
- 7 - Viagem à terra do Brasil, Jean de Léry
- 8 - Dez anos no Brasil, Carl Seidler
- 9 - Memorável viagem marítima e terrestre ao Brasil, Joan Nieuhof
- 10- Notas sôbre o Rio-de-Janeiro e partes meridionais do Brasil, tomadas durante uma estada de dez anos nesse país, de 1808 a 1818, John Luccock
- 11- Viagem às missões jesuíticas e trabalhos apostólicos, Antonio Sepp
- 12- Reminiscencias de viagens e permanencia no Brasil - compreendendo notícias históricas e geográficas do império e de diversas províncias, Daniel P. Kidder(*)
- 13- Imagens do Brasil, Carl von Koseritz
- 14- Os caduveo, Guido Boggiani
- 15- História da missão dos padres capuchinhos na Ilha do Maranhão e terras circunvizinhas, Claude D'Abbeville
- 16- Notícia do Brasil, Tomos 1 e 2, Gabriel Soares de Sousa
- 17- Contribuições para a história da guerra entre o Brasil e Buenos Aires, Rubens Borba de Moraes
- 18- Galeria dos Brasileiros ilustres, Tomos 1 e 2, Sisson Sebastião Augusto
- 19- Viagem ao Brasil através das províncias do Rio de Janeiro e Minas Gerais: Visando especialmente a história natural dos Distritos Auri-diamantíferos, Hermann Burmeister

(*) Os títulos 3 e 12, ambos de Daniel P. Kidder, parecem referir-se aos dois tomos em que a obra está publicada pelo editor original, Sorin & Ball, em 1845.